# Пульево
Пу́льево (фин. Pulliala, Puljala) — деревня в Гатчинском муниципальном округе Ленинградской области.

## История
На карте Санкт-Петербургской губернии Я. Ф. Шмидта 1770 года обозначено селение Пуллево.
Деревня Пуллево из 6 дворов и смежная с ней мыза помещика Мейера упоминаются на «Топографической карте окрестностей Санкт-Петербурга» Ф. Ф. Шуберта 1831 года.
Согласно 8-й ревизии 1833 года деревня Пульево принадлежала жене коллежского советника Е. В. Мейеровой.

ПУЛЕВА — деревня принадлежит коллежскому советнику Мейеру, число жителей по ревизии: 12 м. п., 11 ж. п. (1838 год)

В пояснительном тексте к этнографической карте Санкт-Петербургской губернии П. И. Кёппена 1849 года она записана как деревня Pulliala (Пулева, Пульево) и указано количество её жителей на 1848 год: савакотов —  16 м. п., 15 ж. п., всего 31 человек.
Согласно 9-й ревизии 1850 года мыза Смольково и деревня Пульево принадлежали Амалии Яковлевне Гурскалин.

ПУЛЬЕВА — деревня статского советника Куторги, по просёлочной дороге, число дворов — 5, число душ — 11 м. п. (1856 год)

Согласно «Топографической карте частей Санкт-Петербургской и Выборгской губерний» в 1860 году деревня называлась Пуллева и насчитывала 6 крестьянских дворов, смежно с ней располагалась мыза Смольково.

ПУЛЬЕВО — деревня владельческая при ключах, число дворов — 6, число жителей: 11 м. п., 18 ж. п. (1862 год)

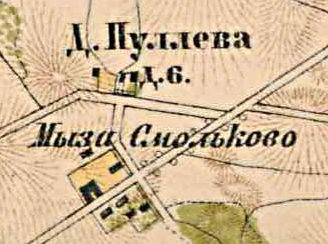
План деревни Пульево. 1885 год

В 1885 году деревня называлась Пуллева и также насчитывала 6 дворов, к югу и смежно находилась мыза Смольково.
В конце XIX века деревня административно относилась к Губаницкой волости 1-го стана Петергофского уезда Санкт-Петербургской губернии, в начале XX века — 2-го стана. Население деревни было исключительно финским.
К 1913 году количество дворов не изменилось.
Согласно данным переписи населения СССР 1926 года в деревне Пульево Смольковского сельсовета Венгисаровской волости Троцкого уезда проживали 68 человек — в основном финны, а также русские и эстонцы.

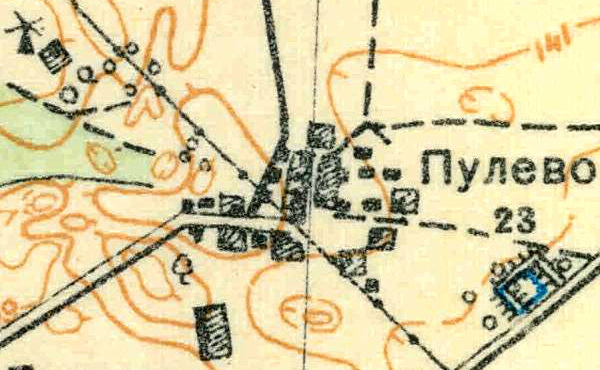
План деревни Пульево. 1931 год

Согласно топографической карте 1931 года деревня насчитывала 23 двора. В деревне была ветряная мельница.
По административным данным 1933 года деревня называлась Пульево и входила в состав Смольковского сельсовета Волосовского района.
По данным 1966, 1973 и 1990 годов деревня Пульево входила в состав Елизаветинского сельсовета.
В 1997, 2002 и 2007 году в деревне постоянного населения не было.

## География
Деревня расположена в северо-западной части района к северу от автодороги 41А-002 (Гатчина — Ополье).
Расстояние до административного центра поселения, посёлка Елизаветино — 5 км.
Расстояние до ближайшей железнодорожной станции Елизаветино — 3,5 км.

## Демография
| 1862 | 2007 | 2010 | 2017 |
| ---- | ---- | ---- | ---- |
| 29   | ↘0   | ↗3   | ↘1   |

### Национальный состав
Согласно данным Всероссийской переписи населения 2021 года в деревне проживали 13 человек, все русские.